# Brookesia dentata
Brookesia dentata là một loài thằn lằn trong họ Chamaeleonidae. Loài này được Mocquard mô tả khoa học đầu tiên năm 1900.